# Яготин (станція)
Яготин — проміжна залізнична станція 3-го класу Київської дирекції Південно-Західної залізниці на електрифікованій лінії Дарниця — Гребінка між зупинними пунктами Ранковий (6,1 км) та Черняхівський (1,9 км). Розташована в однойменному місті Бориспільського району Київської області. Від станції відгалужується під'їзна колія до цукрового заводу в Згурівці.

## Історія
Станція відкрита 1901 року, одночасно з відкриттям руху поїздів лінією Київ — Полтава.
У 1973 році станція електрифікована змінним струмом (~25 кВ) в складі дільниці Баришівка — Яготин. У 1994 році — продовжена електрифікація до станції Гребінка.

## Пасажирське сполучення
На станції Яготин зупиняються приміські електропоїзди, що прямують з Києва у Гребінківському напрямку, для деяких електропоїздів станція є кінцевою.